# Безбог (филм)
Вижте пояснителната страница за други значения на Безбог.
Безбог е български игрален филм от 2016 година на режисьорката Ралица Петрова. Филмът печели голямата награда на филмовия фестивал в Локарно – Златен леопард, както и наградата на журито от кинофестивала в Сараево.

## Сюжет
Медицинската сестра Гана (Ирена Иванова) продава личните карти на пациенти с деменция на черния пазар за кражба на самоличност. Подтиквана от желанието за бързи пари и зависимостта си от морфина, Гана трудно успява да поддържа емоционалното си състояние от постоянния страх от наказание.

## В ролите
- Ирена Иванова – Гана
- Венцислав Константинов – Алеко
- Иван Налбантов – Йоан
- Димитър Петков – Съдията
- Александър Трифонов – Павел

## Награди
- Голямата награда за най-добър пълнометражен филм на фестивала „Златна роза“ (Варна, 2016).[3]
- Награда за най-добър режисьор на фестивала „Златна роза“ (Варна, 2016) - за Ралица Петрова.
- Награда за най-добра женска роля на фестивала „Златна роза“ (Варна, 2016) - за Ирена Иванова.
- Награда за най-добра мъжка роля (поделена) на фестивала „Златна роза“ (Варна, 2016) - за Иван Налбантов.